# Лосієвський Ігор Якович
Ігор Якович Лосієвський (нар. 5 червня 1957, м. Харків) — український документознавець, бібліотекознавець, літературознавець, бібліограф, поет, доктор філологічних наук (1999), заслужений працівник культури України. Завідувач науково-дослідного відділу документознавства, колекцій рідкісних видань і рукописів Харківської державної наукової бібліотеки ім. В. Короленка, професор кафедри інформаційної, бібліотечної та архівної справи Харківської державної академії культури.

## Життєпис
Народився 5 червня 1957 року у місті Харкові у родині службовців. Навчався у середній школі № 50 (1964—1974). Закінчив філологічний факультет Харківського державного університету (1979). Проходив студентську практику з польської мови та літератури в Познанському університеті ім. Адама Міцкевича (1976). Під час навчання писав до газети «Харківський університет». Був позаштатним сценарістом літературно-художніх передач при Харківському комітеті з радіо та телебачення (1979—1980). З 1980 року працює у Харківській державній науковій бібліотеці ім. В. Короленка: завідувач сектору української книги відділу стародруків, рідкісних та цінних видань (1980), від 1984 року завідувач цього відділу, нині- науково-дослідного відділу документознавства, колекцій рідкісних видань і рукописів. З 2008 року почав викладати у Харківській державній академії культури (ХДАК) як професор кафедри бібліотекознавства та соціальних комунікацій, від 2014 року — професор кафедри документознавства та книгознавства. Член спеціалізованої вченої ради ХДАК за спеціальністю 27.00.02 документознавство, архівознавство та 27.00.03 книгознавство, бібліографознавство. Входив до спеціалізованих вчених рад Інституту літератури ім. Т. Г. Шевченка НАН України та Харківського національного університету ім. В. Н. Каразіна.

## Науково-дослідницька діяльність
Коло наукових інтересів Ігоря Лосієвского включає документо-, книго-, бібліотеко-, бібліографо-, літературознавство, а також історія релігій та соціологія. 1985 року захистив кандидатську дисертацію на тему «Російська література України першої чверті ХІХ ст». та отримав вчену ступінь кандидата філологічних наук.  1999 року захистив докторську дисертацію «Анна Ахматова: проблеми наукової біографії» та отримав вчену ступінь доктора філологічних наук. Захист обох дисертацій відбувався в Інституті літератури ім. Т. Г. Шевченка НАН України.   2013 року присвоєно вчене звання  доцента. Автор 5 наукових монографій, має близько 450 публікацій. Є укладачем і науковим редактором близько 90 наукових видань.
Розробив, видав і викладає у ХДАК перший в Україні річний курс «Експертиза цінності документних пам'яток» для студентів та магістрів освітнього напряму «Книгознавство, бібліотекознавство і бібліографія» та «Музеєзнавство, пам'яткознавство». Викладав спецкурси та читав літературознавчі лекції студентам харківських вишів, Донецького та Познанського університетів.
Ігор Лосієвський проводить пошукову роботу, співпрацює з колекціонерами, завдяки чому фонди Харківської державної наукової бібліотеки ім. В. Г. Короленка поповнилися інкунабулами, палеотипами, українськими та іноземними стародруками, автографами видатних письменників, вчених, діячів мистецтва. У 1981—1982 роках виявив у фондах бібліотеки і дослідив фрагменти особистої бібліотеки Мелетія Смотрицького. Створив низку колекцій архівів і книжкових пам'яток, близько 60-ти особових фондів діячів науки і культури. Є ініціатором систематизації спеціалізованих, оброблення архівних документів, музейних та віртуальних форм пропаганди документальних пам'яток. Започаткував спеціалізовану обробку архівних документів, організацію колекції рукописних книг і архівних матеріалів.

## Літературний доробок
Літературною творчістю почав займатися у шкільні роки. Перша публікація Ігоря Лосієвського — вірш «Не надо!» був надрукований 1972 року під псевдонімом Коля Александров у журналі «Пионер». Автор поетичних збірок, що вийшли у Харкові: «Итака» (1997), «Долгие проводы» (2007), «Колонна: шестьдесят стихотворений» (2017).

## Основні наукові праці
- Первопечатные отечественные издания в харьковских коллекциях: Свод. каталог (1987)
- Русская лира с Украины: русские писатели Украины первой четверти ХІХ века (1993)
- Присутствие идеала. Чехов и русский философско-художественный ренессанс начала ХХ в.: Очерки (1994)
- Анна Всея Руси: жизнеописание Анны Ахматовой (1996)
- Научная биография писателя: проблемы интерпретации и типологии (1998)
- Встреча с Петраркой: из наблюдений над интертекстом в чичибабинской лирике (2005)
- Автографи діячів науки і культури на книгах із фондів ХДНБ ім. В. Г. Короленка: Тексти, факсиміле, біобібліографічні матеріали (2008)
- Експертиза цінності документних пам'яток (2013)

## Нагороди
- Заслужений працівник культури України (2007)[1]
- Почесна грамота Кабінету Міністрів України (2011)[1]
- Почесна відзнака Харківської обласної Ради «Слобожанська слава» (2013)[1]
- Лауреат муніципальної премії імені Бориса Чичибабіна (2005)[1]
- Відзнака Фонду пам'яті Блаженнійшого Митрополита Володимира (2019)[5]